# Кермадек (острови)

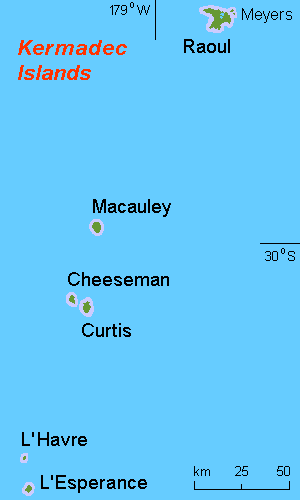
Мапа островів Кермадек

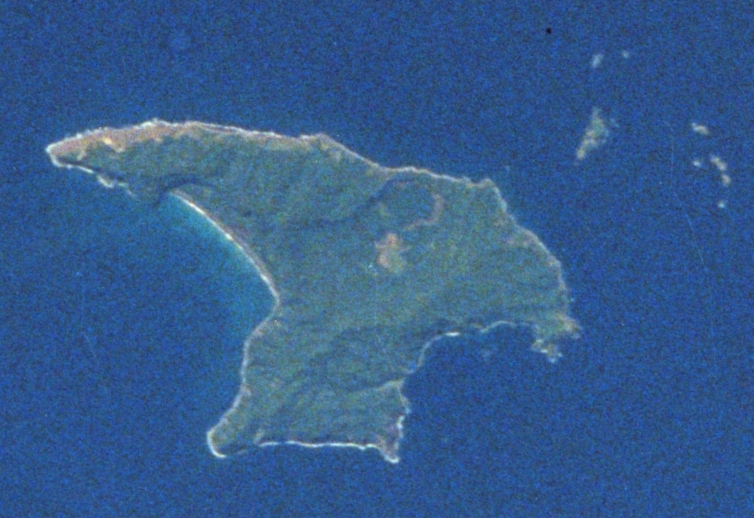
Острів Рауль з космосу

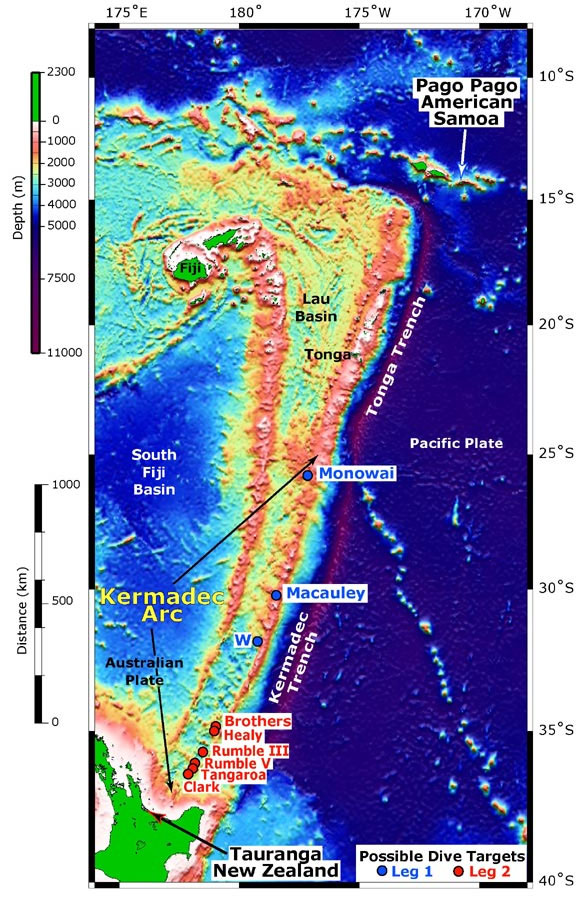
Батиметрія вулканічної дуги Кермадек і околиць

Кермадек (англ. Kermadec Islands) — острівна дуга в південній частині Тихого океану. Архіпелаг названо на честь французького мореплавця Юона де Кермадека. З 1934 архіпелаг є природним резерватом.

## Географія
Острови розташовані за 800–1000 км на північний схід від Північного острова Нової Зеландії та понад за 1100 км на південний захід від Ата (Тонга).
На заході острова омиваються морем Фіджі, на сході розташовано глибоководний жолоб Кермадек.
Площа Кермадецького архіпелагу — близько 33 км². Склад — чотири острови і кілька скель і банок :
- Острів Рауль (англ. Raoul Island): координати — 29°16′0″ пд. ш. 177°55′10″ зх. д. / 29.26667° пд. ш. 177.91944° зх. д., площа — 29,38 км², найвища точка — пік Мумукай (англ. Moumoukai peak) — 516 м.
- Острів Маколі (англ. Macauley Island): координати — 30°14′ пд. ш. 178°26′ зх. д. / 30.233° пд. ш. 178.433° зх. д., площа — 3,06 км², найвища точка — гора Гасзард (англ. Mount Haszard) — 238 м.
- Острів Кертіс (англ. Curtis Island): координати — 30°32′32″ пд. ш. 178°33′39″ зх. д. / 30.54222° пд. ш. 178.56083° зх. д., площа — 0,59 км², найвища точка — 137 м.
- Острів Нугент (англ. Nugent Island): координати — 29°13′54″ пд. ш. 177°52′09″ зх. д. / 29.23167° пд. ш. 177.86917° зх. д.
  - Скеля л'Есперанс (англ. L'Esperance Rock): координати — 31°26′ пд. ш. 178°54′ зх. д. / 31.433° пд. ш. 178.900° зх. д., площа — 0,05 км², найвища точка — 70 м.
  - Скеля Макдональд (англ. Macdonald Rock): координати — 30°11′ пд. ш. 178°26′ зх. д. / 30.183° пд. ш. 178.433° зх. д.[5]
  - Скеля Авр (L'Havre Rock): координати — 31°21′ пд. ш. 178°59′ зх. д. / 31.350° пд. ш. 178.983° зх. д..

Острови покриті тропічними і субтропічними лісами, деякі види ендемічні (Metrosideros kermadecensis, Myrsine kermadecensis), поширений Rhopalostylis baueri. На островах — великі колонії морських птахів.
Клімат визначається як тропічний або субтропічний. Температура лютого — +23 °C, серпня — +16 °C.

## Адміністративний поділ
Острови у складі архіпелагу вважаються новозеландськими Зовнішніми островами і є територією Нової Зеландії, проте вона не вважається частиною якогось регіону чи округу, а знаходиться в безпосередньому управлінні спеціального органу — англ. Area Outside Territorial Authority.

## Історія
Острови були заселені полінезійцями принаймні у XIV столітті (проте, можливо, раніше в X столітті), перші європейці, що обстежили острови на кораблі Lady Penrhyn прибули у травні 1788.
До 1934 року був населений полінезійцями і на початку XX століття на островах проживало до 8000 осіб. Сьогодні населення острова складає лише персонал наукової станції на острові Рауль.

## Геологія
Острови є вулканічною острівною дугою, утворені на конвергентній границі, де Тихоокеанська плита зазнає субдукції під Індо-Австралійську платформу. Субдукція Тихоокеанської плити створила жолоб Кермадек, 8 км завглибшки, на схід від островів. Острови розташовані уздовж підводного хребта Кермадек, що прямує на північний захід від островів у напрямку до Північного острову Нової Зеландії і на північний схід у напрямку до Тонго (Острівна дуга Кермадек-Тонга).
Чотири основних острова є піками вулканів, що здіймаються досить високо від дна і над поверхнею моря. Підводне пасмо має кілька інших вулканів, що не досягають рівня моря, але утворюють підводні гори і мають прошарок води до денної поверхні від 65 до 1500 м над їх вершинами. На півдорозі між островами Рауля і Тонго розташовано Моноваї — підводна гора, що піком не досягає 120 м денної поверхні,. 100 км на південь від скелі л'Есперанс є мало вивчена Star of Bengal Bank, ймовірно, підводний вулкан.
Далі на південь від островів прямує підводний хребет Південний Кермадек, найпівденніша вершина якого, Рамбл IV, знаходиться всього за 150 км на північ від Північного острова Нової Зеландії, південніше хребет доходить до острова Вайт-Айленд, Нова Зеландія у затоці Пленті, що є північною частиною вулканічної зони Таупо. Острови Кермадек зазнали багато землетрусів від руху плит і вулканізму.
Рауль і Кертіс обидва активні вулкани. Вулкани на інших островах в даний час неактивні, дрібніші острови є еродованими залишками згаслих вулканів.

## Ресурси Інтернету
- Kermadec Marine Reserve at the New Zealand Department of Conservation
- The Kermadecs: an ocean wilderness [Архівовано 10 Лютого 2015 у Wayback Machine.]
- Kermadec Islands Marine Reserve [Архівовано 14 Травня 2011 у Wayback Machine.] at Seafriends